# Hoplophthiracarus grossmani
Hoplophthiracarus grossmani är en kvalsterart som beskrevs av Arthur P. Jacot 1933. Hoplophthiracarus grossmani ingår i släktet Hoplophthiracarus och familjen Phthiracaridae. Inga underarter finns listade i Catalogue of Life.